# Amore non corrisposto
L'amore non corrisposto è un amore che non viene ricambiato dalla persona amata. Quest'ultima potrebbe non comprendere l'affetto profondo dell'ammiratore o potrebbe semplicemente non condividerlo.

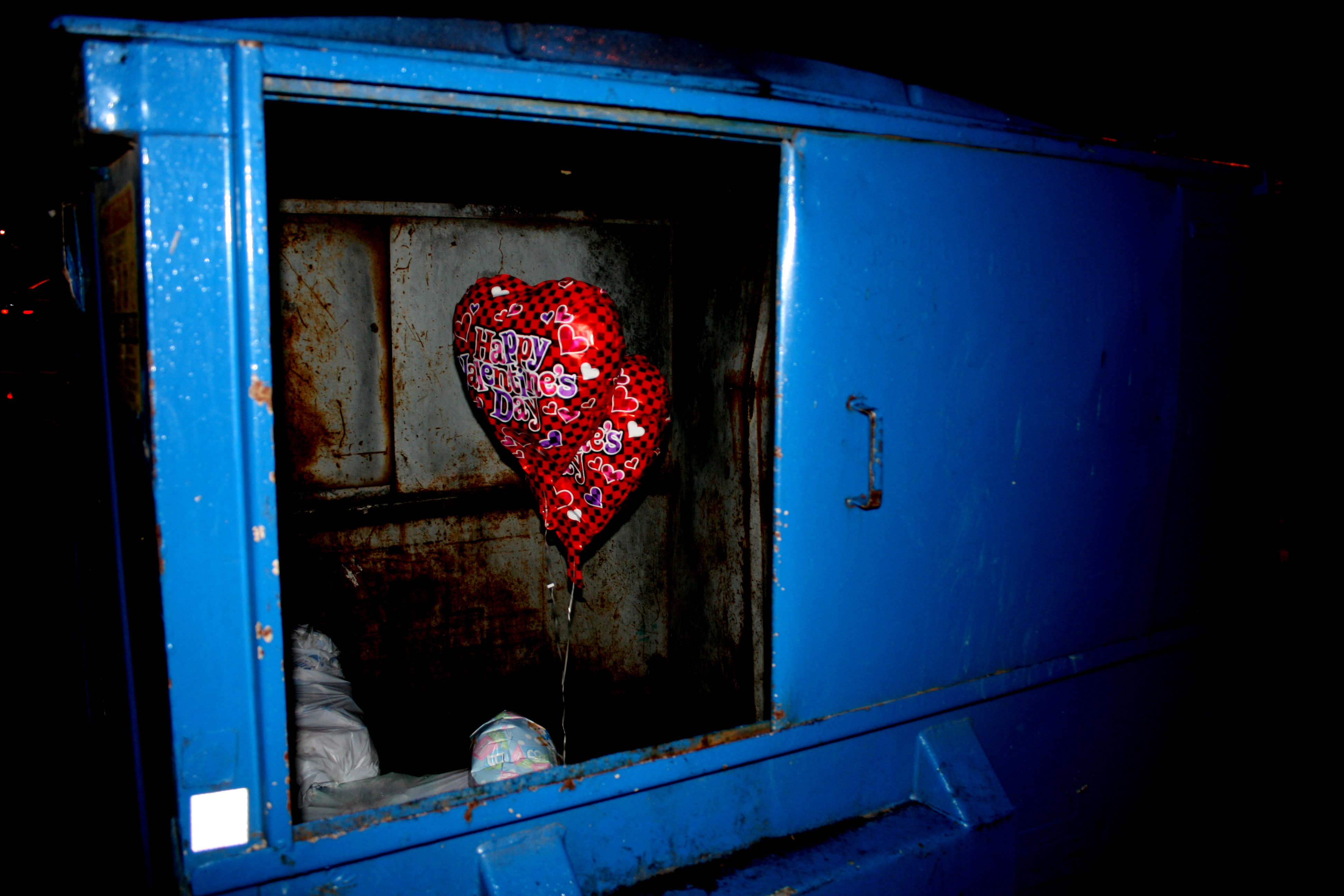
Dei palloncini di “Buon San Valentino” e un pacchetto regalo non aperto buttati nell’immondizia

Lo psichiatra Eric Berne, nel suo libro Fare l’Amore dice: "Alcuni dicono che un amore non corrisposto sia meglio di niente, ma come un pezzo di pane tende a indurirsi e ammuffire rapidamente nel tempo." Tuttavia il filosofo Friedrich Nietzsche sostiene che l'amore non corrisposto sia "indispensabile" nella vita di un uomo. L'amore non corrisposto è il contrario dell'amore reciproco.
Nei casi più estremi l’amore non corrisposto può essere un qualcosa di estremamente negativo, infatti il “rifiuto” è una delle principali cause di suicidio al mondo, mentre la “paura del rifiuto” è una delle principali cause di Overthinking.

## Analisi

### Le cause dell’amore non corrisposto
Il dottor Roy Baumeister sostiene che ciò che ci fa desiderare una persona è una combinazione complessa di qualità e tratti di essa. Tuttavia innamorarsi di qualcuno, che sia per bellezza, fascino, intelligenza, spirito o status, non garantisce che anche l’altro individuo si innamori a sua volta, portando così a un amore non corrisposto.
Le amicizie consolidate possono favorire l’avvenire dell'amore non corrisposto, poiché il soggetto del desiderio è spesso un amico o un conoscente incontrato regolarmente in contesti come lavoro, scuola o altre attività di gruppo. Questa situazione può creare imbarazzo e difficoltà nell'esprimere i propri sentimenti, per paura del rifiuto, di causare disagio o di perdere del tutto il rapporto, dato che una relazione romantica potrebbe essere incompatibile con il legame già esistente.

### I rifiutanti
I rifiutanti, ovvero coloro che respingono l'ammiratore, vivono spesso emozioni negative altrettanto intense, se non superiori, rispetto a chi prova i sentimenti d’amore. Coloro che rifiutano qualcuno possono soffrire di ansia, frustrazione e soprattutto di senso di colpa, a maggior ragione quando la persona rifiutata era un amico con il quale si aveva un importante rapporto che rischia di essere irrimediabilmente danneggiato. Come sottolineava il neurologo e filosofo Sigmund Freud, quello del “rifiutante” è un ruolo difficile da interpretare, soprattutto quando è una donna a esprimere amore per un uomo. Tuttavia la nostra cultura tende a concentrarsi principalmente sulla sofferenza dell'innamorato, trascurando quella del rifiutante.

## “Vantaggi”

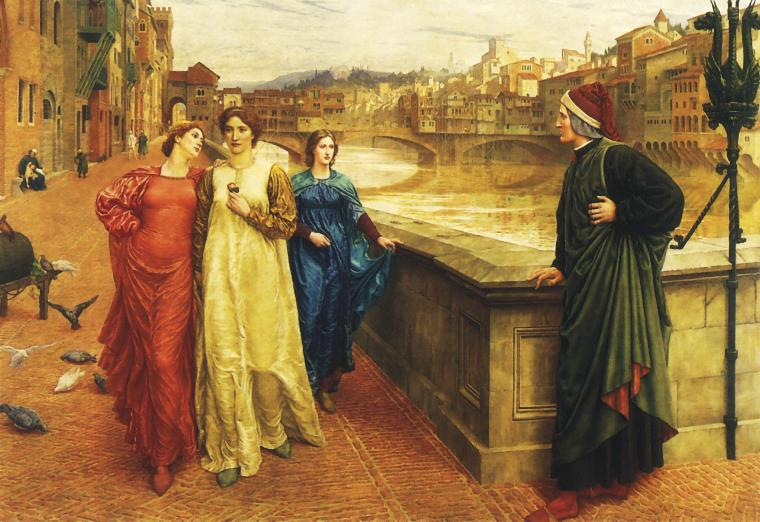
Dante che guarda innamorato Beatrice (vestita in giallo) mentre gli passa davanti

L'amore non corrisposto è stato spesso rappresentato come nobile, una volontà altruista e stoica di accettare la sofferenza. L’amore non corrisposto può anche creare una specie di euforia artistica, dove la sofferenza può diventare fonte di ispirazioni per opere artistiche, soprattutto come poesie e canzoni, oltre che a libri e molto altro.
Lo psichiatra Eric Berne ha affermato che l'uomo amato da una donna è certamente fortunato, ma l'invidiabile è colui che ama, anche se riceve poco in cambio. Secondo lui la figura di Dante Alighieri, che osserva Beatrice, è molto più grande e ammirevole rispetto a quella di Beatrice che lo ignora. In altre parole l'amore unilaterale persistente nel tempo è visto come nobile e più significativo rispetto all’amore ricambiato.

## “Rimedi”
Il poeta romano Ovidio, nel suo Remedio Amoris offre consigli su come superare un amore non corrisposto. Le soluzioni suggerite includono viaggiare, evitare l'alcol, dedicarsi ad attività bucoliche e, ironicamente, evitare i poeti d'amore.

## Cultura di massa

### Nella società
In Cina il termine “passione” non è associato alla felicità, ma al dolore e all'amore non corrisposto. Questo tema è radicato nella cultura cinese, dove la sofferenza amorosa è spesso vista come una parte complessa ma obbligatoria della vita umana. L'amore non ricambiato viene visto come una condizione che genera un'intensa emozione, ma anche una grande tristezza.

### Musica
Nel panorama musicale italiano sono molteplici i brani che hanno affrontato il tema dell’innamoramento o di essere lasciati, ma pochi sono i brani che hanno toccato il tema del rifiuto. Fra questi si annovera Il tempo di morire di Lucio Battisti, ove il protagonista del brano, un ragazzo innamorato, prega la ragazza di non rifiutarlo, almeno per quella sera, anche se sa che ama un altro. Fabrizio De André ha citato il tema nella sua canzone Valzer per un amore, in cui il protagonista consiglia alla ragazza di non rifiutarlo perché altrimenti potrebbe pentirsene da vecchia. Uno dei migliori brani di Luigi Tenco, intitolato Io Sì ha come protagonista un ragazzo, che mostra alla ragazza di cui è innamorato come il suo rifiuto è stato per lei fatale.